# 觉醒
觉醒，俗称清醒，是一種每日重複出現的大腦狀態和意識狀態，在這種狀態下，個體是有意識的，並對外部世界做出連貫的認知和行為反應。 清醒與睡眠狀態相反，在後者狀態中，大腦的大部分外部輸入都被排除在神經處理之外。

## 对大脑的影响
大脑觉醒的时间越长，大脑皮层神经元的同步放电率就越高。持续睡眠一段时间后，神经元放电的速度和同步性都会降低。 
觉醒的另一个影响是星形胶质细胞中的糖原减少，而星形胶质细胞为神经元提供能量。研究表明，睡眠的基本功能之一是补充糖原能量来源。 

## 由大脑维护
觉醒是由脑干中产生的多个神经递质系统之间复杂的相互作用产生的，并通过中脑、下丘脑、丘脑和基底前脑上升。 下丘脑后部在维持觉醒的皮质激活中发挥着关键作用。起源于大脑这一部分的几个系统控制着从觉醒到睡眠以及从睡眠到觉醒的转变。结节乳头核和附近相邻的下丘脑后部中的组胺神经元投射到整个大脑，是迄今为止在大脑中发现的最具唤醒选择性的系统。 另一个关键系统是由食欲素（也称为下丘脑分泌素）投射神经元提供的。它们存在于组胺神经元附近的区域，并且像它们一样广泛投射到大多数大脑区域并与唤醒相关。 食欲素缺乏已被确定是导致发作性睡病的原因。 
研究表明，食欲素和组胺神经元在控制觉醒方面发挥着不同但互补的作用，食欲素更多地参与觉醒行为，而组胺则与认知和皮质脑电图激活有关。 
有人认为，胎儿不清醒，由于出生的压力和相关的蓝斑激活，新生儿发生清醒。 